# 大谷光尊
大谷 光尊（おおたに こうそん、嘉永3年2月4日（1850年3月7日）- 明治36年（1903年）1月18日）は、幕末から明治時代前期までの浄土真宗の僧侶。西本願寺21世門主。父は西本願寺20世広如。伯爵。諱は光尊。法名は明如。院号は信知院。
裏方は徳如（光威）長女、枝子（しげこ：大谷光勝養女)。
実子に大谷光瑞（鏡如)、大谷光明（浄如)、大谷尊由、九条武子、真宗木辺派錦織寺を継いだ木辺孝慈、広瀬義子、常磐井文子がいる。

## 経歴
西本願寺20世広如の第5子・峩として生まれる。初め広如には4男1女があったが全て早世したため、河内顕証寺から迎えた徳如（光威）を新門跡と定め、明如自身は徳如の養子として新々門となる。しかし、1868年（明治元年）には徳如もまた死去したため、新門跡となった経緯がある。
1872年（明治4年）、広如の死去により本願寺21世法主を継職。以降、明治維新の大変革の時代にあって、青年法主として近代教団の制度改革を次々とすすめた。
江戸時代の本末制度に代わる教団独自の宗制・寺法などを定め、本願寺を頂点とする真宗教団の引き締めを行う一方、いち早く側近や有望な若手僧侶らを海外留学させて（1875年、島地黙雷、赤松連城をヨーロッパに派遣）、宗門の近代化に努めた。、西洋文明に対抗しうる宗教教団のありかたを切り開いた。これらの成果は明治政府に先行した日本初の議会（宗会）開設や、後の22世大谷光瑞の宗政に引き継がれた。
1876年（明治9年）には宇治川沿いの伏見桃山の地に別荘「三夜荘」を建築する。
また、財政面では明治維新の混乱期に教団財産の散逸を防ぐため、これも欧米の財団システムに倣って本願寺護持財団などを設立。教学面でも学林（後の龍谷大学）の改革などをすすめ、新時代を担う人材育成に努めた。
開教活動では北海道などで東本願寺に後れをとる一方で海外への進出をすすめ、アジア、欧米にいち早く布教拠点を築いた。また、軍隊慰問・軍隊布教、刑務教誨、社会的弱者に対する救恤運動など、後の仏教社会事業の基礎を築いた。

### 主な業績
- 宗名の公称 - 浄土真宗という呼称の使用については江戸時代より長らく浄土宗との間で論争が続いていたが、明如の代になった1873年（明治5年）3月、太政官公布をもって真宗を公称した。同時に一向宗という俗称も宗門として正式に廃止された。
- 大師号の宣下 - 真宗各派では宗祖親鸞、中興の祖蓮如に対する天皇からの諡号下賜を求めていたが、親鸞に対しては明治9年に見真大師号が、蓮如に対しては明治15年に慧燈大師号がそれぞれ下賜された。それ以前にも度々朝廷に働きかけを行ってきたとされるが、明治政府の三条実美、岩倉具視らへの様々な働きかけが功を奏したとされる。
- 大教院分離運動 - 明治政府の宗教政策である大教院、三条教則に対して島地黙雷などが批判の論陣を張り、教団も脱退することで政府の宗教政策の方向転換を促した。従来この運動は「日本における信教の自由」を主張したものと評価されてきたが、三条教則批判を展開した島地や明如自身も国家神道に前向きであり、今日必ずしも思想・信条の自由を求めた運動ではなかったとの見方がある。

## 栄典・授章・授賞
- 1884年（明治17年）9月20日 - 従三位[2]
- 1898年（明治31年）4月7日 - 従二位[3]
- 1903年（明治36年）1月16日 - 正二位[4]
- 1927年（昭和2年）4月30日 - 贈従一位[5]

勲章等
- 1890年（明治23年）5月22日 - 日本赤十字社特別社員章[6]
- 1896年（明治29年）6月9日 - 伯爵[7]

## 家族
- 父・広如 - 浄土真宗本願寺派第20世宗主。妻は鷹司政煕の娘・祥子
- 母・為子 - 蔵人岡田栄柄の娘
- 妻・ - 大谷光勝の娘。兄に大谷光瑩

実子に大谷光瑞（鏡如)、大谷光明（浄如)、大谷尊由、九条武子、真宗木辺派錦織寺を継いだ木辺孝慈、文子（常磐井堯猷の妻)、義子（男爵壬生泰弘と結婚・広瀬千秋と再婚）がいる。